# Sonny, Please
Sonny, Please är ett musikalbum från 2006 av jazzsaxofonisten Sonny Rollins med till stora delar eget material.

## Låtlista
Musik är komponerad av Sonny Rollins där ej annat anges.
1. Sonny, Please – 8'00
2. Someday I'll Find You (Noel Coward) – 9'53
3. Nishi – 7'53
4. Stairway to the Stars (Frank Signorelli/Mitchell Parish/Matty Malneck) – 5'15
5. Remembering Tommy – 7'42
6. Serenade (Riccardo Drigo) – 8'19
7. Park Palace Parade – 7'29

## Medverkande
- Sonny Rollins – tenorsaxofon
- Clifton Anderson – trombon
- Bobby Broom – gitarr
- Bob Cranshaw – bas
- Steve Jordan – trummor
- Kimati Dinizulu – slagverk